# Raso (Cap-Vert)
Raso (Ilhéu Raso) est un îlot inhabité du Cap-Vert. Situé entre Branco – un autre îlot un peu plus petit – à l'ouest et l'île de São Nicolau à l'est, il fait partie des îles de Barlavento au nord de l'archipel.
Sa superficie est de 7 km2.

## Environnement
Comme Branco, Raso constitue une réserve naturelle intégrale en raison de la richesse de sa faune.
On y a observé quelques espèces animales endémiques ou rares, telles que Macroscincus coctei, une espèce aujourd'hui éteinte de lézard de la famille des Scincidae. 
Raso est également connu des amateurs d'ornithologie. En effet Alauda razae, une espèce menacée d'alouette du genre Alauda, n'est présente que sur l'îlot Raso, où l'on trouve également des colonies de puffins du Cap-Vert (Calonectris edwardsii). L'île est également classée zone importante pour la conservation des oiseaux.